# Sukamandi Hulu
Sukamandi Hulu is een bestuurslaag in het regentschap Deli Serdang van de provincie Noord-Sumatra, Indonesië. Sukamandi Hulu telt 1465 inwoners (volkstelling 2010).